# Stenoptilia aridus
Stenoptilia aridus là một loài bướm đêm thuộc họ Pterophoridae. Nó được tìm thấy ở vùng Địa Trung Hải và miền bắc Châu Phi và là một rare immigrant năm more miền bắc parts của châu Âu, bao gồm Bỉ và Đảo Anh.
Sải cánh dài 18–19 mm. Con trưởng thành bay từ tháng 8 đến tháng 10 năm France.
Ấu trùng ăn Misopates orontium và Kickxia spuria.